# 丸山豊記念現代詩賞
丸山豊記念現代詩賞（まるやまゆたかきねんげんだいししょう）は、詩人の丸山豊を顕彰する目的で福岡県久留米市が1991年に創設した賞。その年に日本国内で発表された現代詩の優秀な作品に贈られる。第1回受賞者は谷川俊太郎。全25回で終了。
第1回から第3回までは安西均・川崎洋、第4回から第11回までは川崎洋・森崎和江、第12回から第23回までは清水哲男・高橋順子、第24回から第25回までは木坂涼・野沢啓が選考委員を務めた。

## 歴代受賞作
| 回     | 年度       | 受賞作品名                 | 出版社名           | 受賞者名                             | 選考委員           |
| 第1回  | 平成4年度  | 女に                       | マガジンハウス     | 谷川俊太郎（東京都）                 | 安西均・川崎洋     |
| 第2回  | 平成5年度  | 上州おたくら?私の方言詩集  | 思潮社             | 伊藤信吉（神奈川県）                 | 安西均・川崎洋     |
| 第3回  | 平成6年度  | 潮の庭から                 | 花神社             | 加島祥造・新川和江（長野県・東京都） | 安西均・川崎洋     |
| 第4回  | 平成7年度  | 鳥の歌                     | 思潮社             | 朝倉勇（東京都）                     | 川崎洋・森崎和江   |
| 第5回  | 平成8年度  | いのち                     | 石風社             | みずかみかずよ（福岡県）             | 川崎洋・森崎和江   |
| 第6回  | 平成9年度  | 秋山抄                     | 編集工房ノア       | 安水稔和（兵庫県）                   | 川崎洋・森崎和江   |
| 第7回  | 平成10年度 | 夷歌                       | オノ企画           | 相澤史郎（神奈川県）                 | 川崎洋・森崎和江   |
| 第8回  | 平成11年度 | 母の耳                     | 土曜美術社出版販売 | 野田寿子（福岡県）                   | 川崎洋・森崎和江   |
| 第9回  | 平成12年度 | 風の夜                     | 思潮社             | 高良留美子（東京都）                 | 川崎洋・森崎和江   |
| 第10回 | 平成13年度 | 貧乏な椅子                 | 花神社             | 高橋順子（東京都）                   | 川崎洋・森崎和江   |
| 第11回 | 平成14年度 | うめぼしリモコン           | 理論社             | まど・みちお（東京都）               | 川崎洋・森崎和江   |
| 第12回 | 平成15年度 | 今、ぼくが死んだら         | 思潮社             | 金井雄二（神奈川県）                 | 清水哲男・高橋順子 |
| 第13回 | 平成16年度 | エルヴィスが死んだ日の夜   | 書肆山田           | 中上哲夫（神奈川県）                 | 清水哲男・高橋順子 |
| 第14回 | 平成17年度 | ささ笛ひとつ               | 思潮社             | 森崎和江（福岡県）                   | 清水哲男・高橋順子 |
| 第15回 | 平成18年度 | ズレる?                    | てらいんく         | 西沢杏子（東京都）                   | 清水哲男・高橋順子 |
| 第16回 | 平成19年度 | 幸福                       | 思潮社             | 井川博年（東京都）                   | 清水哲男・高橋順子 |
| 第17回 | 平成20年度 | 血のたらちね               | 書肆山田           | 古賀忠昭（福岡県）                   | 清水哲男・高橋順子 |
| 第18回 | 平成21年度 | 花と死王                   | 思潮社             | 中本道代（東京都）                   | 清水哲男・高橋順子 |
| 第19回 | 平成22年度 | 適切な世界の適切ならざる私 | 思潮社             | 文月悠光（北海道）                   | 清水哲男・高橋順子 |
| 第20回 | 平成23年度 | 新しい浮子 古い浮子        | 栗売社             | 佐々木安美（東京都）                 | 清水哲男・高橋順子 |
| 第21回 | 平成24年度 | 月しるべ                   | 砂子屋書房         | 市原千佳子（沖縄県）                 | 清水哲男・高橋順子 |
| 第22回 | 平成25年度 | 透明海岸から鳥の島まで     | 思潮社             | 秋亜綺羅（宮城県）                   | 清水哲男・高橋順子 |
| 第23回 | 平成26年度 | ペチャブル詩人             | 書肆山田           | 鈴木志郎康（東京都）                 | 清水哲男・高橋順子 |
| 第24回 | 平成27年度 | 流れもせんで、在るだけの川 | ふらんす堂         | 若尾儀武（神奈川県）                 | 木坂涼・野沢啓     |
| 第25回 | 平成28年度 | 生きようと生きるほうへ     | 思潮社             | 白井明大（沖縄県）                   | 木坂涼・野沢啓     |